# والابی‌های خرگوشی
والابی‌های خرگوشی (نام علمی: Lagorchestes) سرده‌ای کوچک از کیسه‌داران عضو تیره درازپایان است که تنها دو گونه زنده از آن باقی‌مانده‌اند. اعضای این سرده در شمال و غرب استرالیا زندگی می‌کنند.
- والابی‌های خرگوشی، Lagorchestes
  - †والابی خرگوشی دریاچه ماکای، Lagorchestes asomatus
  - والابی خرگوشی نشان‌دار، Lagorchestes conspicillatus
  - والابی خرگوشی روفوس، Lagorchestes hirsutus
  - †والابی خرگوشی شرقی، Lagorchestes leporides